# Colle de caséine
La colle de caséine est une matière fabriquée à partir de protéines de lait. Elle a été utilisée pour fabriquer des assemblages performants au début de l'aviation, et était omniprésente sous la forme de colle blanche (aux États-Unis, l'Elmer's Glue-All, (en) était connue), mais elle a perdu de son intérêt pour sa sensibilité aux attaques bactériennes.

## Histoire
La caséine a probablement été utilisée pour lier le bois dans l'Egypte antique, la Grèce et Rome et peut-être aussi sur le sous-continent indien et en Chine. Des preuves solides de son utilisation en Europe remontent au Moyen Âge; l'usage de la caséine apparait dans le liber de diversis artibus du XIIe siècle de Theophilus Presbyter et pour son usage comme colle en menuiserie dans le Libro dell'arte de Cennino Cennini. En 1893, Auguste Trillat trouve le moyen d'insolubiliser la caséine en y rajoutant du formol qui garantit donc sa conservation. En 1897, la découverte est brevetée en Allemagne par Wilhelm Krische (de) et le chimiste suisse Adolf Spitteler (de) sous le nom de galalithe. Son procédé d'obtention a été affiné au début du XXe siècle. La galathite serait le premier bioplastique.
Les colles de caséine apparaissent fin XIXe siècle, dans des usines allemandes et suisses.

Les colles à base de caséine sont formulées à partir de caséine, d'eau et d'alcalis (généralement un mélange de l'hydroxyde de calcium (chaux éteinte) et de carbonate de sodium). Le lait est écrémé pour éliminer les matières grasses, puis le lait est fermenté afin que la caséine soit précipitée sous forme de lait caillé. Le lait caillé est lavé (en enlevant le lactosérum), puis pressé pour faire sortir l'eau (il peut même être séché en poudre). La caséine est mélangée avec de l'alcali (généralement de l'hydroxyde de sodium et de calcium) pour fabriquer la colle. Les colles faites avec différents mélanges d'alcalis ont des propriétés différentes. Des conservateurs peuvent également être ajoutés,.

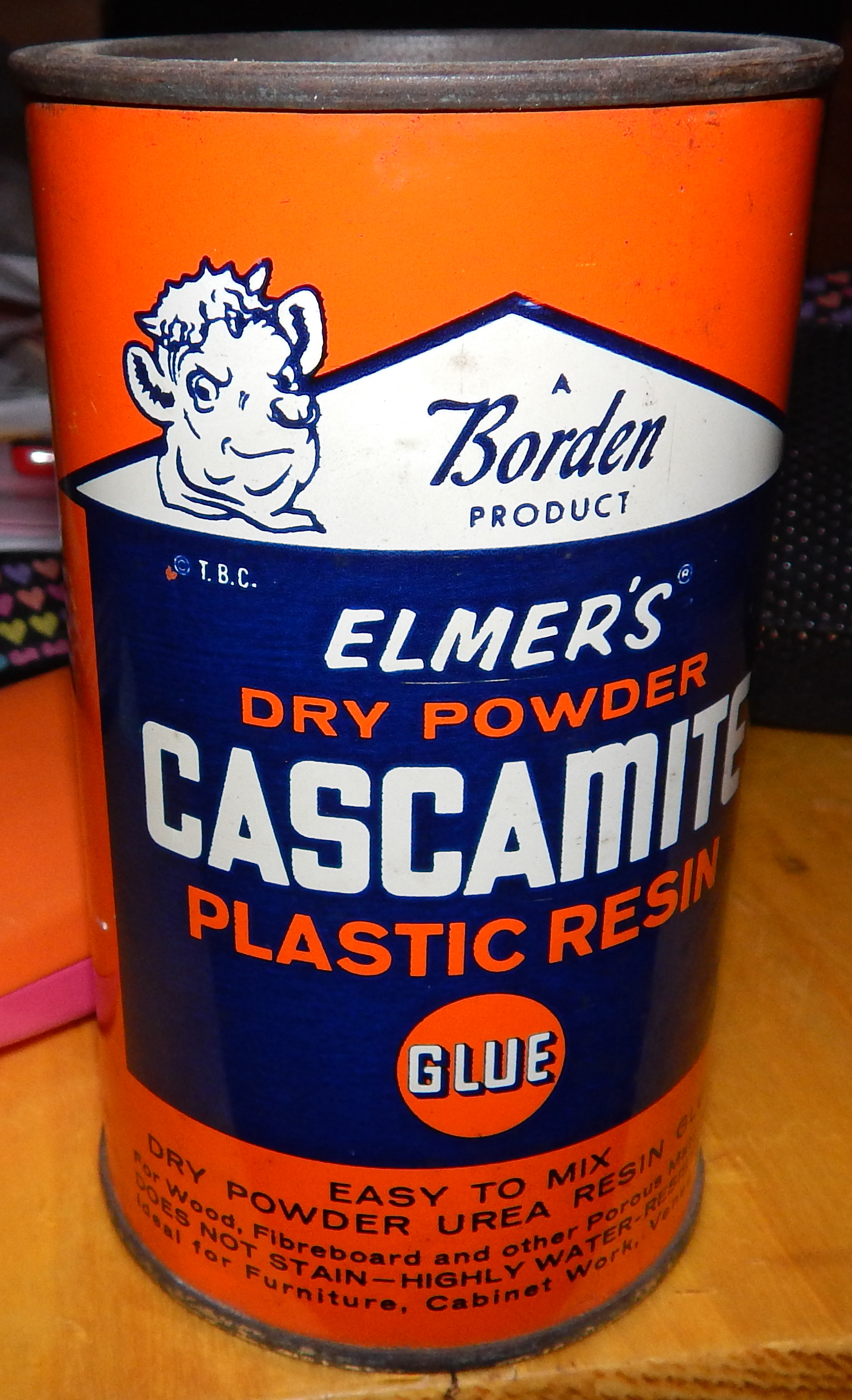
Elmer's Cascamite glue de Borden.

En 1876, le premier brevet américain (US183024) a été délivré aux frères Ross pour la production de colle de caséine. La colle a été ensuite mise au point aux États-Unis vers 1910 par le Forest Products Laboratory de Madison, dans le Wisconsin. Les premiers fabricants américains de colle de caséine étaient la Monite Company et la Borden Company, (en), dont l'une des spécialités était les produits laitiers. Toutes deux ont commencé à l'époque de la première Guerre mondiale, lorsque le contreplaqué a commencé à trouver des utilisations industrielles, comme dans les pièces d'avion et les bâtiments. L'Elmer's Glue-All, Elmer's School Glue et de nombreux autres adhésifs Borden furent à l'origine fabriqués à partir de caséine. L'une des raisons  de son succès était sa nature non toxique, mais le facteur principal était qu'elle était économique à utiliser. Vers la fin du XXe siècle, Borden a remplacé la caséine dans tous ses adhésifs populaires par des colles synthétiques comme le PVA.
Les colles à la caséine étaient populaires pour le travail du bois, y compris pour les avions, jusqu'à l'avion de ligne de Havilland Albatross en 1939,. Durcie elle était un peu résistante à l'eau, mais malheureusement se dégradait dans des conditions humides à long terme ; elle était également sensible au mouillage et au séchage répétés et sujette aux attaques fongiques lorsqu'elle était maintenue humide ; des conservateurs furent ajoutés pour empêcher les attaques fongiques, mais l'impermanence inhérente de la colle est restée un facteur déterminant tout au long de son utilisation dans les avions. Elles sera remplacées dans leurs utilisations aéronautiques par les colles phénoliques, telles Tego film, et urée-formaldéhyde, telles Kaurit, Beetle Cement ou Aerolite, lors de la seconde Guerre Mondiale.
Bien qu'en grande partie remplacées par des résines synthétiques, les colles à base de caséine ont encore une utilisation dans certaines applications de niche, telles que le laminage de portes coupe-feu et l'étiquetage de bouteilles,,. Les colles de caséine s'amincissent rapidement avec l'augmentation de la température, ce qui facilite l'application rapide de films minces pour étiqueter les bocaux et les bouteilles sur une chaîne de production.
La colle de caséine est également utilisée dans la fabrication de transformateurs (en particulier la carte de transformateur) en raison de sa perméabilité à l'huile.

## Caractéristiques
Cette colle est constituée de caséine et de chaux éteinte. Il s'agit d'une colle naturelle, mais contrairement à la colle de peau, elle est étanche et très résistante à la chaleur. Néanmoins, elle est de moins en moins utilisée aujourd'hui et, du fait de ses propriétés, est presque exclusivement utilisée en menuiserie. Elle est disponible dans les groupes de stress D2 et D3. Elle est disponible sous forme de mélange en poudre à mélanger avec de l'eau ou peut être fabriquée en mélangeant abondamment du quark maigre avec de la chaux éteinte (rapport d'environ 4-5:1).
- Production : protéines de lait et composés calciques.
- Forme commerciale : sous forme de poudre blanche. La poudre de colle de caséine étant hygroscopique, elle doit être maintenue hermétiquement fermée.
- Durée de conservation : un à deux ans. Le stockage au-delà de cette durée n'est pas recommandé, car la solubilité diminue lentement.
- Préparation : dans des récipients en terre cuite, en verre ou en porcelaine, pas dans des récipients en métal. Mélanger rapidement 1 partie en poids avec 1,5 à 2 parties en poids d'eau. La caséine absorbe toute l'eau, la bouillie devient granuleuse. Laisser reposer. La caséine est maintenant dissoute par l'action du calcium en un quart à une demi-heure pour former une nouvelle substance visqueuse, le caséinate de calcium, qui prend désormais lentement. La substance de colle durcie ne peut pas être liquéfiée à nouveau en ajoutant de l'eau (donc ne la faites pas en stock).
- Durée de vie : la colle de caséine commerciale est ajustée avec des additifs appropriés de telle sorte que la colle appliquée reste applicable pendant environ 8 heures. Les endroits froids augmentent la durée de vie.
- Étalement : les rapports de mélange qui donnent le meilleur pouvoir de liaison sont difficiles et nécessitent un effort considérable lors de l'application de la colle. Pour les surfaces plus importantes, l'utilisation d'une spatule ou d'un rouleau est recommandée.
- Temps de mouillage : 5-10 minutes. Pour un meilleur collage, il faut donc appliquer de la colle sur les deux pièces de bois.
- Processus de prise : cela se produit a) par la conversion chimique de la colle liquide en un état gélifié. b) En enlevant l'eau du bois. Les bois étant collés à froid, ils ne se dessèchent pas davantage sous l'effet du chauffage, comme c'est le cas avec la colle de peau. Avec le calibrage à la caséine, l'eau est éliminée plus lentement qu'avec le calibrage au gluten. La force de liaison augmente donc plus lentement.
- Temps de prise : après 3 heures, il n'y a généralement plus de rupture de colle. Le pouvoir de liaison maximal est atteint après 6 heures.
- Temps de pressage : le collage de pièces en bois non étiré nécessite 1 h à 1 h 30 de temps de pressage. Joints serrés 3 à 6 heures.
- Pression de pressage : étant donné que les joints de colle à la caséine restent viscoplastiques et que même les joints épais ne deviennent pas cassants, des pressions de pressage élevées sont bonnes, mais pas absolument nécessaires.
- Force de liaison : elle est supérieure à celle de la colle de peau et supérieure à la résistance du bois.
- Fragilité : même les joints épais sont resserrés lors de la prise et ne deviennent pas cassants. Cela fait de la colle de caséine une excellente colle de construction et d'assemblage.
- Résistance à l'eau : la colle de caséine qui a pris ne peut plus être liquéfiée par l'eau, mais gonfle à l'état de gelée. La force de liaison est alors réduite de moitié environ. Lors du séchage ultérieur, le joint n'atteint plus la résistance qu'il avait auparavant, car la pression de pressage fait défaut. Les articulations sollicitées peuvent s'effondrer complètement. On ne peut donc parler que d'une bien meilleure résistance à l'eau que la colle de peau. Les champignons peuvent également endommager la colle de caséine lorsqu'elle est humide.
- Taches : la colle de caséine peut causer des taches foncées sur le bois. Pour cette raison, la colle à la caséine est plus susceptible d'être utilisée sur des boiseries peintes ou sur des joints non visibles.
- Usure des outils : elle est plus importante qu'avec la colle de peau, mais moindre qu'avec de nombreuses colles à base de résine synthétique[13].